# Слободан Милић
Слободан Милић (Бања Лука, 14. април 1938 — Београд, 24. април 2000) био је српски карикатуриста, графичар, стрипар режисер и аниматор. Највећи део стрипског опуса му је везан за Политикин Додатак за децу.

## Биографија
Завршио Земунску гимназију. Студирао архитектуру и историју уметности, али није дипломирао. 
Прве стрипске каише објавио у Кекецу 1957, а наставио је у Јежу, Политикином Забавнику, Малом Јежу, Дечјим новинама, Насмејаним новинама, Веселој свесци, Политици, Видицима, Младости, Маслачку... Кратки стрипови су му објављени у Француској, Италији и Немачкој. 
Био је и аутор више запажених анимираних филмова. Награђиван је за карикатуре, укључујући и награду „Пјер“. 

## Стрипографија
- Милић Слободан (црт.) и Павле Кићевац (сцен), „Разред професора Ома“, Насмејане новине, Горњи Милановац, 1963-1964. (18 табли, аутори потписани псеудонимима Pol Kitz и Sem Myll)
- Милић Слободан, „Велики комбинатор“, Пионир-Кекец, бр. 32, Београд, 10. септембар 1964 (мини стрип, сепарат, 34 табле)